# Facultad de Ciencias de la Salud (Universidad de Granada)
La Facultad de Ciencias de la Salud de Granada es un centro docente universitario perteneciente a la Universidad de Granada, dedicado a la docencia e investigación de los estudios relacionados con las ciencias de la salud.
Está ubicada en el Campus Ciencias de la Salud, un amplio complejo que reúne multitud de instituciones investigadoras y empresariales dentro de los ámbitos de la ciencia y la tecnología aplicadas a la salud. Junto a ella se ubicarán próximamente las facultades de Medicina, Odontología y Farmacia, además del nuevo Hospital Clínico San Cecilio, que absorberá todas las actividades de investigación y de prácticas, conformado así un importante complejo sanitario universitario.

## Reseña histórica
La facultad se fundó en el curso 1953-1954 como Escuela de Enfermería del Hospital Clínico de San Cecilio, (recién inaugurado en marzo de 1953) y dependiente de la Facultad de Medicina de la Universidad de Granada, siendo reconocida oficialmente por el Ministerio de Educación Nacional el 1 de junio de 1954.
En un primer momento todas las instalaciones de la Escuela estaban dentro del Hospital Clínico, incluso el internado de las alumnas, que fue obligatorio en todas las escuelas desde el curso 1955-1956. En 1966 se construyó una Residencia aneja al hospital, con capacidad para 150 alumnas. En los bajos de la residencia se instalaron las aulas para clases de teoría, aula de demostraciones y secretaría.
La Escuela se transforma en Escuela de Ayudantes Técnicos Sanitarios Femeninos y Escuela de Ayudantes Técnicos Sanitarios Masculinos por el desarrollo del Decreto de 4 de diciembre de 1953 por el que se unifican los estudios Enfermeras, Practicantes y Matronas en el título de Ayudante Sanitario. En 1958 ( B.O.E. de 19 de septiembre) se autorizó la creación de la especialidad de “Asistencia Obstétrica” en la Escuela de Ayudantes Técnicos Sanitarios Femeninos de Granada.
Con el Real Decreto de 23 de julio de 1977 sobre la integración en la Universidad de las escuelas de Ayudantes Técnicos Sanitarios, se convierte en Escuela Universitaria de Enfermería. La Residencia pasó a ser la sede oficial de la Escuela, acondicionándose para instalar todas las dependencias que conlleva un centro universitario independiente.
En mayo de 1989 la Consejería de Educación y Ciencia de la Junta de Andalucía autoriza la impartición de la Diplomatura de Fisioterapia en la E.U. de Enfermería de Granada. Los primeros alumnos se matriculan en el curso 1989-1990, fijándose en 50 el número de alumnos por curso, situación que se mantiene en la actualidad.
Ese mismo curso de 1989-1990, para representar mejor las distintas diplomaturas que se impartían en la Escuela y las que en un futuro se pudieran impartir, se solicitó al Consejo de Universidades el cambio de denominación del Centro por el de Escuela Universitaria de Ciencias de la Salud, siendo aprobado por Resolución de 8 de enero de 1990.
En 1995 se inicia los estudios de la nueva formación en la especialidad de enfermería obstétrico-ginecológica tras ser acreditada la Unidad de Matronas de la Escuela.
En el curso 1999-2000 se comienza a impartir la Diplomatura de Terapia Ocupacional, fijándose en 60 el número de alumnos admitidos por curso.
La docencia se desarrolla entre el antiguo edificio de la Residencia de Enfermeras y en un moderno edificio aulario inaugurado oficialmente el 6 de octubre de 1999 por el Consejero de Educación de la Junta de Andalucía D. Manuel Pezzi Ceretto siendo Director de la Escuela D. Jesús Florido Navío.
En sesión ordinaria del Consejo de Gobierno de la Universidad de Granada celebrada el 22 de junio de 2010, se aprobó el cambio de denominación de la Escuela, pasando a denominarse Facultad de Ciencias de la Salud, siendo efectiva esta denominación a partir del 16 de julio de 2010, tras su publicación en el Boletín Oficial de la Junta de Andalucía.
El edificio dentro del Campus Ciencias de la Salud fue inaugurado el día 1 de junio de 2015.

## Docencia
Actualmente en la Facultad de Ciencias de la Salud de la Universidad de Granada se imparten los siguientes estudios universitarios oficiales:
- Grado en Enfermería
- Grado en Fisioterapia
- Grado en Terapia Ocupacional
- Máster Universitario en Cuidados de Salud para la Promoción de la Autonomía de las Personas y la Atención a los Procesos de Fin de Vida
- Máster Universitario en Gerontología, Dependencia y Protección de los Mayores.
- Máster Universitario en Formación del Profesorado de ESO y Bachillerato (especialidad en cuidados sanitarios)

## Departamentos docentes
La Facultad de Ciencias de la Salud cuenta con actividad de multitud de departamentos docentes de la Universidad de Granada, y además es la sede principal de los siguientes departamentos:
- Departamento de Fisioterapia
- Departamento de Enfermería